# كوردج الجبان
كوردج الكلب الجبان (بالإنجليزية: Courage the Cowardly Dog)‏ هو مسلسل رسوم متحركة أمريكي كوميدي رعب تم إنتاجه لصالح قناة كرتون نتورك. تم تأليفه من قبل جون آر. ديلورث وإنتاجه بواسطة استوديو الرسوم المتحركة سترتش فيلمز التابع لديلوورث
عُرض المسلسل لأول مرة في 12 نوفمبر 1999، وحقق شعبية كبيرة بفضل طابعه الفريد الذي يجمع بين الكوميديا والرعب وأجوائه المظلمة والسريالية. انتهى المسلسل في 22 نوفمبر 2002 بعد أربعة مواسم. كما تم ترشيحه للعديد من الجوائز، بما في ذلك ثلاث جوائز غولدن ريل، وفاز بجائزة آني واحدة.
الشهرة التي اكتسبها المسلسل جاءت من التوازن المتميز بين الخوف والضحك، وطرق السرد التي تتناول المغامرات الخارقة التي تقع فيها شخصياته بشكل مستمر.

## القصة
تدور قصة المسلسل حول كلب يدعى كوردج يعيش مع زوجين مسنين، موريل و يوستاس، في مزرعة منعزلة في منطقة خيالية تسمى "وسط لا مكان" في كانساس. في كل حلقة، يواجه كوريج وعائلته العديد من المواقف الغريبة، التي غالبًا ما تكون خارقة للطبيعة أو مثيرة للقلق، ويجب على كوريج حماية مالكيه من التهديدات المختلفة على الرغم من خوفه الشديد.

## الشخصيات
- كوردج (Courage)، قام بالدور عبدو حكيم: هو كلب صغير وردي اللون، يتميز بشخصيته الخائفة والمضطربة، لكنه في ذات الوقت بطل حقيقي. على الرغم من خوفه المستمر، يبذل قصارى جهده لحماية عائلته، وخاصة ميورييل، من التهديدات الخارقة للطبيعة مثل الوحوش، الأشباح، الموتى الأحياء، والفضائيين. تتضمن مغامراته في كل حلقة العديد من المواقف الكوميدية والمرعبة، مما يجعل من كوردج شخصية محبوبة تقدم دروسًا في الشجاعة والإخلاص بالرغم من المخاوف. إنه يبرز قيمة الحب العائلي والإرادة القوية، حيث يدفعه حبه لميورييل للقيام ببطولات غير متوقعة.
- ميورييل (Muriel Bagge)، قامت بالدور زينة ملكي: هي امرأة عجوز إسكتلندية لطيفة ومحبة، تُعتبر شخصية مركزية في مسلسل. وهي الشخصية التي وجدت كوردج ورعته، مما جعله جزءًا من عائلتها. تتميز ميورييل بطيبتها وحنانها تجاه كوردج، وهي دائمًا ما تسعى لحمايته ودعمه في مغامراته المخيفة. إذا حاول زوجها، يوستاس، أن يخيف كوردج أو يتعامل معه بطريقة غير لطيفة، فإن ميورييل لا تتردد في ضربه أو توبيخه، مما يظهر مدى حبها واهتمامها بكلبها. تمثل شخصيتها روح الرعاية والدعم، مما يجعلها رمزًا للعائلة والحب في المسلسل.
- يوستاس (Eustace Bagge)، قام بالدور جورج دياب: هو رجل مسن أمريكي يُعتبر شخصية ثانوية رئيسية في مسلسل. يتميز بشخصيته العصبية والبخيلة، وغالبًا ما يكون غير لطيف مع كوردج. يُسلي نفسه بتخويف كوردج ويميل إلى توبيخه بعبارته الشهيرة "كلب غبي!"، مما يعكس سلوكه الأناني والمزعج. على الرغم من تصرفاته القاسية تجاه كوردج، إلا أن هناك لحظات تُظهر جانبًا إنسانيًا له، خاصة عندما يحتاج كوردج إلى مساعدته في مواجهة المواقف المخيفة. يعكس يوستاس صورة الجدة في الكثير من الأعمال الكوميدية، حيث يقدم توازنًا بين الكوميديا والرعب في السلسلة.

## البث

### العرض
تم بث مسلسل كوراج الجبان على محطة كرتون نتورك في الفترة من 12 نوفمبر 1999 إلى 22 نوفمبر 2002، حيث تم إنتاج أربعة مواسم من المسلسل. في العالم العربي، عُرض المسلسل على قناة إم بي سي 3، ثم على كرتون نتورك بالعربية في 20 مايو 2012

### حلقة خاصة (2014)
تم إنتاج حلقة خاصة قصيرة من مسلسل كوردج الجبان بتقنية الرسوم المتحركة ثلاثية الأبعاد (CGI) بعنوان "The Fog of Courage" (ضباب كوردج) عام 2014، عُرضت الحلقة في 31 أكتوبر 2014 في الولايات المتحدة عبر موقع يوتيوب، كما تم عرضها في جنوب شرق آسيا على قناة كرتون نتورك آسيا بمناسبة عيد الهالوين. تميزت الحلقة بجوها المرعب والمشوق، مما جعلها مناسبة تمامًا لأجواء الاحتفال بالهالوين

## الدبلجة العربية
تمت دبلجة المسلسل مِن قبل ستوديوهات «Image Production House - بيروت - لبنان».

### أداء الأصوات
- عبدو حكيم - كوردج.
- زينة ملكي - ميورييل.
- جورج دياب - يوستاس.
- حسن حمدان.
- طوني أشقر.
- سامي ضاهر.
- ربيع بحر صافي.
- خالد السيد.
- جيمي قزي.
- سيلينا شويري.
- زينة ضاهر.
- ماري روز معوض.
- رالين داغر.

## روابط خارجية
- كوردج الجبان على موقع IMDb (الإنجليزية)
- كوردج الجبان على موقع روتن توميتوز (الإنجليزية)
- كوردج الجبان على موقع ميوزك برينز (الإنجليزية)
- كوردج الجبان على موقع كينوبويسك (الروسية)
- كوردج الجبان على موقع ألو سيني (الفرنسية)
- كوردج الجبان على موقع قاعدة بيانات الفيلم (الإنجليزية)